# Wiled
Der Wiled (russisch Виледь) ist ein 321 km langer linker Nebenfluss der Wytschegda in der Oblast Archangelsk in Nordwestrussland.
Er hat seinen Ursprung im Osten des Wilegodski rajon. Anfangs fließt der Wiled in östlicher Richtung auf das Gebiet der Republik Komi zu, wendet sich aber kurz davor nach Norden und erreicht den Lenski rajon. Unterhalb der Mündung des Lutsch wendet sich der Wiled nach Westen und kurz darauf nach Südwesten. Der Fluss fließt nun wieder im Wilegodski rajon. Unterhalb der Einmündung der Welikaja Ochta, des größten Nebenflusses des Wiled, ist das Tal des Wiled relativ stark besiedelt. Die drei größten Siedlungsgebiete sind Fominsk, Wilegodsk und Iljinsko-Podomskoje. Zwischen den beiden Letzteren Orten wendet sich der Wiled nach Nordwesten und mündet schließlich östlich der Stadt Korjaschma in die Wytschegda. Der Wiled entwässert ein Areal von 5610 km² Größe. Das Frühjahrshochwasser macht einen Großteil des Jahresabflusses aus. Der mittlere Abfluss am Pegel Inajewskaja, 60 km oberhalb der Mündung, beträgt 41,5 m³/s.